# Alirio Rodríguez
Alirio Rodríguez (El Callao, 4 de abril de 1934 - Caracas, 2 de mayo de 2018) fue un pintor y artista plástico venezolano, nacido en El Callao. 
Su obra ha sido aclamada tanto en Venezuela como en el extranjero, lo que le ha valido múltiples reconocimientos. Se le considera como uno de los principales artistas plásticos venezolanos del siglo XX.

## Primeros años de vida

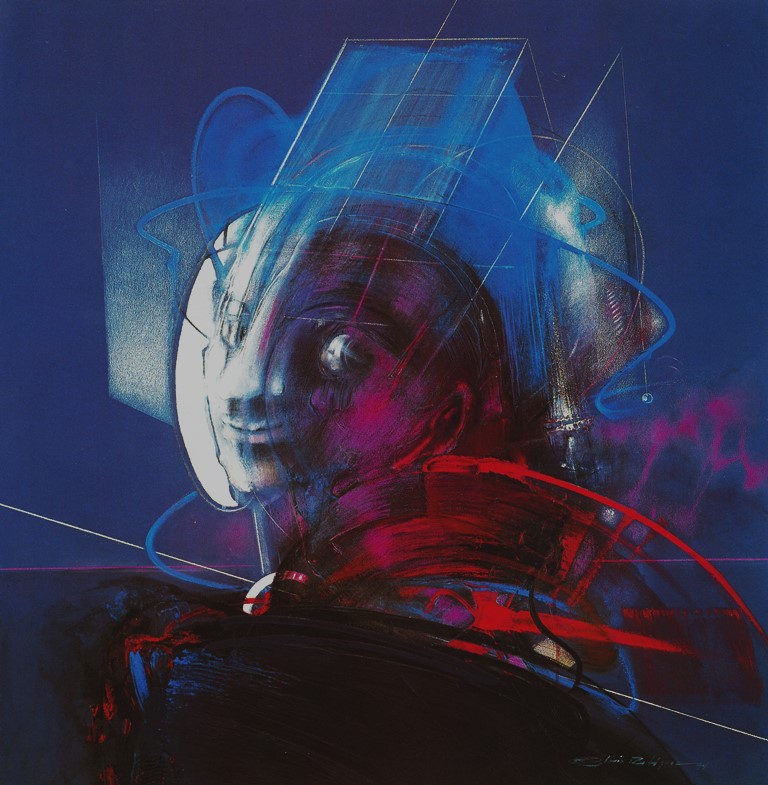
Homenaje a Colón de Alirio Rodríguez. Acrílico sobre lienzo, 1994. Colección privada.

Alirio Rodríguez nació en El Callao, Estado Bolívar en 1934. Fue hijo de Arturo Rodríguez Lozada y Teodora Borges Santi. Su infancia transcurrió en El Callao y su amor por las artes plásticas comenzó en la escuela primaria, donde empezó a dibujar.
Rodríguez se traslada a Caracas en 1947 y se inscribe en la "Escuela de Artes Plásticas", donde tiene como profesores a los pintores y escultores Marcos Castillo, Rafael Ramón González, Rafael Monasterios, César Prieto, Luis Alfredo López Méndez y Francisco Narváez, entre otros. 
Entre 1958 y 1961, Alirio Rodríguez recibe una beca del Ministerio de Educación de Venezuela para viajar a Italia donde estudia en el Instituto D'Arte di Roma.

## Carrera
En 1961, Alirio Rodríguez regresa a Caracas, donde adopta su característico estilo figurativo, y participa en muestras individuales y colectivas tanto en Venezuela como en el extranjero.
Esto incluye numerosas exposiciones en Caracas, Roma, Washington D. C., Bogotá, París, Nueva York, como la Bienal de Quito, Bienal de París, Bienal de Venecia, Museo Moderno de Bélgica, exposiciones en el Museo de Bellas Artes de Lima, Museo de Arte de Oklahoma, Museo Metropolitano de Manila, Museo Nacional de Medellín, Grand Palais en París, Museo de Bellas Artes de Caracas, Museo de Arte Contemporáneo de Caracas, Museo de Arte de Indianápolis, entre otros.
De 1961 a 1982 Rodríguez preside la Cátedra de Dibujo y Pintura de la Escuela de Artes Plásticas Cristóbal Rojas de Caracas. También, de 1974 a 1976 se desempeña como profesor asociado en el Instituto Pedagógico de Caracas.
En 1976, la obra de Rodríguez representó a Venezuela en la XXXVII Bienal Internacional de Arte de Venecia. 
Su obra forma parte de las colecciones del Museo de Arte Contemporáneo de Caracas, Museo de Bellas Artes de Caracas, Galería de Arte Nacional de Caracas, Museo Alejandro Otero, Fundación Celarg, Museo de Arte Jack S. Blanton de la Universidad de Texas en Austin, entre otros.

## Premios
- 1957 • Segundo Premio, Ateneo de Valera y Trujillo, Estado Trujillo, Venezuela
- 1961 • Premio de Dibujo, Casa de la Cultura de Aragua, Maracay, Venezuela
- 1962 • Premio Arturo Michelena, XX Salón Arturo Michelena, Venezuela
- 1963 • Premio Emilio Boggio, XXI Salón Arturo Michelena / Premio de Dibujo, Ateneo de Caracas
- 1965 • Primer Premio de Dibujo, “Exposición nacional de dibujo y grabado”, Facultad de Arquitectura, UCV, Venezuela / Premio Colegio Venezolano de Arquitectos, XXVI Salón Oficial
- 1966 • Premio Federico Brandt y Premio Marcos Castillo, XXVII Salón Oficial / Premio OCI, OCI, Venezuela
- 1968 • Premio Acquavella, XXIX Salón Oficial, Venezuela
- 1969 • Premio Nacional de Pintura, XXX Salón Oficial, Venezuela
- 1972 • Primer Premio Mención Honorífica para Pintores Extranjeros, Bienal de Quito, Ecuador
- 1974 • Primer Premio, “Salón las artes plásticas en Venezuela”, MBA
- 1981 • Premio Renaissance for the Arts, Renaissance Circle, París, Francia
- 1995 • Premio Alejandro Otero, Dirección de Cultura del Estado Bolívar, Ciudad Bolívar / Medalla de Bellas Artes Pedro Ángel González, Fundación Pedro Ángel González, Caracas, Venezuela[9]

## Muerte
Alirio Rodríguez falleció el 2 de mayo de 2018 en Caracas.